# Castellanos (Santa Fe)
Castellanos es una localidad argentina ubicada en el departamento Castellanos de la provincia de Santa Fe. Se encuentra 1 km al norte de la ruta provincial 70, junto a San Antonio con la cual se halla conurbada formando la localidad de San Antonio - Castellanos.
Fue fundada en 1885. Cuenta con una escuela.

## Población
Cuenta con 340 habitantes (Indec, 2010), lo que representa un incremento frente a los 314 habitantes (Indec, 2001) del censo anterior. Junto a San Antonio forma un aglomerado urbano denominado San Antonio - Castellanos, cuya población total es de 752 habitantes (Indec, 2010).
| Gráfica de evolución demográfica de Castellanos entre 1991 y 2010 |
|                                                                   |
| Fuente: Censos nacionales del INDEC                               |